# Bobby Decordova-Reid
Bobby Armani De Cordova-Reid (født Reid; 2. februar 1993) er en engelsk-jamaicansk professionel fodboldspiller, som spiller som angriber for EFL Championship-klubben Leicester City og Jamaicas landshold.

## Klubkarriere

### Bristol City
De Cordova-Reid begyndte sin karriere hos lokalklubben Bristol City, og fik sin professionelle debut med klubben den 7. maj 2011 i en kamp imod Hull City. Han tilbragte over de næste år i en række lejeaftaler hos Cheltenham Town, Oldham Athletic og Plymouth Argyle.
Hans helt store gennembrud kom i 2017-18 sæsonen, hvor at han blev rykket fra midtbanen, hvor han havde spillet hele sin karriere, til at spille som angriber. Han sluttede som klubbens topscorer med 19 sæsonmål, og blev inkluderet som del af årets hold i Championship.

### Cardiff City
De Cordova-Reid skiftede i juni 2018 til Cardiff City.

### Fulham
De Cordova-Reid skiftede i august 2019 til Fulham på en lejeaftale. Efter at han imponerede på lån, så skiftede han til klubben på en permanent aftale i januar 2020.
De Cordova-Reid lavede den 14. august 2021 tre assist i en kamp, da Fulham slog Huddersfield Town 5-1.

### Leicester City
De Cordova-Reid skiftede i juli 2024 til Leicester City på en fri transfer, efter hans kontrakt med Fulham havde udløbet.

## Landsholdskarriere
De Cordova-Reid debuterede for Jamaicas landshold den 7. september 2019.

## Privat
De Cordova-Reid er født i Bristol og er af jamaicansk afstamning. I 2018 tilføjede han De Cordovatil hans efternavn, hvilke er hans mors efternavn.
Hans søster Marsha de Cordova er politiker, og har repræsenteret Labour i det britiske underhus siden 2017.